# Piaggine
Piaggine – miejscowość i gmina we Włoszech, w regionie Kampania, w prowincji Salerno.
Według danych na rok 2004 gminę zamieszkiwały 1773 osoby, 28,6 os./km².